# Panicum ovale
Panicum ovale är en gräsart som beskrevs av Stephen Elliott. Panicum ovale ingår i släktet vipphirser, och familjen gräs. Inga underarter finns listade i Catalogue of Life.